# Gabriella Gambino
Gabriella Gambino (Milà, Itàlia, 24 d'abril de 1968) és una experta en bioètica italiana i membre de la cúria romana de l'Església Catòlica Romana. Va ser una de les organitzadores de la Trobada de bisbes sobre la protecció dels menors en l'Església.

## Biografia
Es va graduar a la Universitat de Milà en Ciències Polítiques el 1995 i es va doctorar el 2001 a l'Institut Romà de Bioètica de la Universitat Catòlica del Sagrat Cor. De 2013 a 2016, va ser membre del Consell Pontifici per als Laics i després professora titular de Bioètica a la Universitat de Roma II i catedràtica del Pontifici Institut de Matrimoni i Família de Joan Pau II.
El Papa Francesc la va nomenar el dia 7 de novembre de 2017 subsecretària del Dicasteri per als Laics, la Família i la Vida. Va ser una de les organitzadores de la Trobada de bisbes sobre la protecció dels menors en l'Església que es va celebrar el febrer del 2019.
Gabriella Gambino està casada i és mare de cinc fills.